# Adolphe Pictet

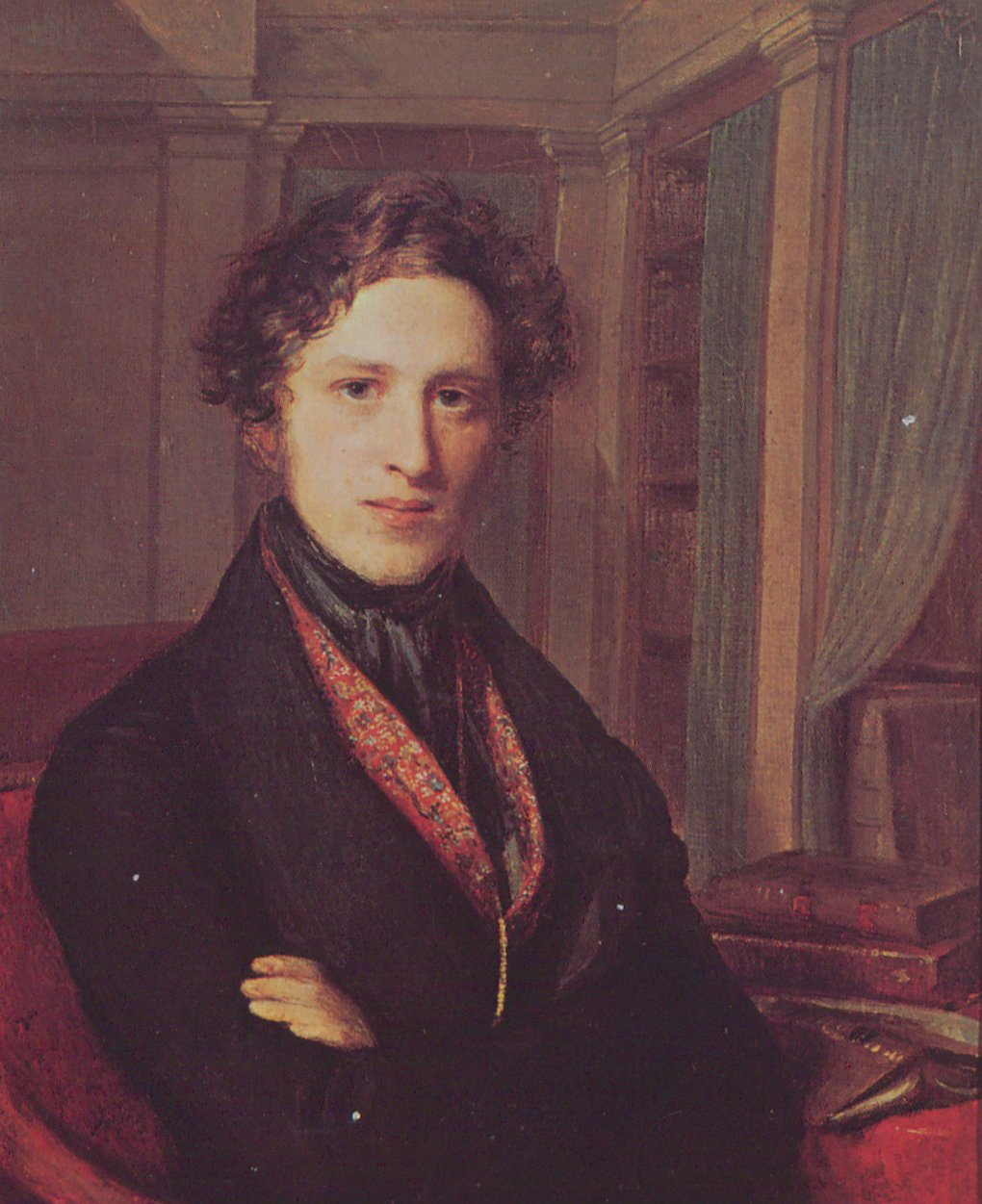
Adolphe Pictet (1824)

Adolphe Pictet (* 11. September 1799 in Lancy; † 20. Dezember 1875 in Genf) war ein Schweizer Sprachwissenschaftler.

## Leben
Pictet wurde durch seine Forschungen auf dem Gebiet der vergleichenden Sprachforschung bekannt. Er gilt, zusammen mit Julius von Klaproth, als einer der Erfinder der linguistischen Paläontologie.
Er war der Sohn von Charles Pictet und Emma Cazenove und ein Vetter des Biologen François Jules Pictet. Pictet studierte in Genf, Paris, Berlin, London und Edinburgh. In Berlin besuchte er unter anderem Vorlesungen Hegels. 1864 wurde er zum Ehrenmitglied (Honorary Fellow) der Royal Society of Edinburgh gewählt.
Adolphe Pictet starb im Alter von 76 Jahren.

## Werke (Auswahl)
- De l’affinité des langues celtiques avec le Sanscrit. Paris 1837
- Essai sur les propriétés et la tactique des fusées de guerre. Turin 1848
- Du beau dans la nature, l’art et la poésie. J. Cherbuliez, Paris; Genève 1856 (2. Aufl. 1875)
- Les origines indo-européennes ou les Aryas primitifs, essay de paléontologie linguistique. Cherbuliez, Paris; Genève 1859–63 (2. Aufl. 1878, 3 Bde.)
- Essai sur quelques inscriptions en langue gauloise. Genève; Paris 1859